# 暗云
《暗雲》是由Level-5開發，索尼電腦娛樂發行的PlayStation 2平臺動作角色扮演遊戲。遊戲于2000年12月14日在日本發行，2001年5月28日和9月21日分別在北美和歐洲發行。《暗雲》的遊戲玩法結合了動作角色扮演遊戲和城市建造遊戲的要素。其續作《暗雲編年史》在2年後發行。
在遊戲中，一個冒險團隊聚集起來和攻擊他們家鄉并影響他們的“黑暗精靈”作戰。遊戲主人公是一個名為托安的男孩，他獲得了精靈王贈與的一塊具有重建被破壞土地力量的魔法石Atlamillia。
遊戲最初計劃作為PlayStation 2的首發遊戲，但《暗雲》最後在該年晚期發行。《暗雲》常因其融合的遊戲玩法而獲得媒體的好評，遊戲在全球銷量超過100萬。

## 登場角色

### 主要角色
托安
本作主角，出生於ノルン村的少年，並獲得精靈王賜給的特殊之力，使用這特殊之力展開回復&重建自家故鄉ノルン村以及世界各地消失的村與城鎮之旅。擅長武器：劍、短刀。
琪歐
本作女主角，托安飼養的母貓，因喝下魔法藥水而變身為少女。擅長武器：彈弓&作為子彈的鋼珠。
柯洛
住在マタタギの里外邊體格強健的少年，卻因身為村里英雄的父親不幸身亡而封閉自己的內心。擅長武器：斧、大槌。
露比
在クィーンズの町相遇的魔女。擅長武器：具有強化魔力的戒指。
烏卡卡
在ムスカ・ラッカの村倖存的青年。擅長武器：長槍。
歐斯摩德
住在月球的居民，同時是領導兼發明家，擅長武器：槍械、光線槍。於續作『暗雲編年史』登場，但不是主要操作角，而是不可操作的NPC。

## 配音員
因本作片尾製作人員名單無配音員飾演角色部分(過場對話台詞無配音，僅戰鬥會聽到角色發出的聲音)，此項目是記載明確確定主演該角色的配音員。
- 秋葉秋（日语：秋葉秋）飾演琪歐、雪之女王
- 石井康嗣
- 片桐健太（日语：片桐健太）
- 久保田恵（日语：久保田恵）飾演托安、露比
- 神代知衣